# Paradoja de la mera adición
La paradoja de la mera adición, también conocida como conclusión repugnante, es un problema en ética identificado por Derek Parfit y discutido en su libro Razones y Personas de 1984. 
La paradoja identifica la incompatibilidad mutua de cuatro afirmaciones intuitivamente convincentes sobre el valor relativo de las poblaciones.

## La paradoja
Considere las cuatro poblaciones representadas en el siguiente diagrama: A, A +, B- y B. Cada barra representa un grupo distinto de personas, con el tamaño del grupo representado por el ancho y la felicidad de cada uno de los miembros del grupo representado por la altura de la barra. A diferencia de A y B, A + y B- son poblaciones complejas, cada una de las cuales comprende dos grupos distintos de personas.
¿Cómo se comparan estas poblaciones en cuanto a su valor?
Parfit observa que i) A + no parece peor que A. Esto se debe a que las personas en A no están peor en A +, mientras que las personas adicionales que existen en A + están mejor en A + en comparación con A (si se estipula que si las vidas son lo suficientemente buenas como para vivirlas, es mejor que no existir).
Luego, Parfit sugiere que ii) B- parece mejor que A +. Esto se debe a que B- tiene una felicidad total y promedio mayor que A +.
Luego, señala que iii) B parece igual de bueno que B-, ya que la única diferencia entre B- y B es que los dos grupos en B- se fusionan para formar un grupo en B.
En conjunto, estas tres comparaciones implican que B es mejor que A. Sin embargo, Parfit observa que cuando comparamos directamente A (una población con alta felicidad promedio) y B (una población con menor felicidad promedio, pero más felicidad total debido a su población más grande), puede parecer que B puede ser peor que A.

## Posibles soluciones a la paradoja de la mera adición.
Existen diversas soluciones para la paradoja de la mera adición, sin embargo, ninguna de estas es realmente satisfactoria para esta paradoja, ya que, estas llegan a contradicciones. Las posibles soluciones son las siguientes:
(i) A+ resulta peor que A: una conclusión absurda.
Esta afirmación sugiere que agregar individuos con un nivel positivo de bienestar (A+) podría, paradójicamente, hacer que la situación sea peor que A, lo cual es contraintuitivo.
(ii) Z no es peor que A: una conclusión difícil de aceptar.
Afirma que la situación Z, donde hay un gran número de individuos con un bienestar apenas positivo, no es peor que A, donde menos individuos tienen un alto nivel de bienestar. Esto parece inaceptable éticamente.
(iii) B > A+ > A > B: evidencia de intransitividad.
Esta afirmación refleja que las preferencias éticas pueden ser intransitivas, lo que significa que no siempre hay un orden claro y consistente de preferencia entre las opciones.
(iv) ¬(A > A+) & ¬(A < A+) & ¬(A = A+): imposibilidad de comparación.
Indica que no se puede establecer una comparación clara entre A y A+, lo que sugiere que la teoría ética actual no tiene herramientas adecuadas para evaluar estas situaciones.
(v) (Q > A) & (Q > Z): el nivel crítico parece distinto del nivel cero.
Esto sugiere que existe un nivel crítico de bienestar por encima del cero absoluto (Q) que debe ser considerado para evaluar si una situación es moralmente aceptable.
Ninguna de estas afirmaciones, desde (i) hasta (v), parece plausible. Por lo tanto, la paradoja de la mera adición sugiere que no existe una teoría ética que siempre proporcione resultados intuitivamente satisfactorios. En varios dilemas distributivos donde intervienen distintos individuos, no hay una solución que sea completamente satisfactoria.
A pesar de ello, se pueden destacar dos motivos por los cuales, en la práctica, Z podría considerarse menos deseable que A y otras alternativas con un nivel mínimo superior: en primer lugar, en Z existe un riesgo elevado de que el bienestar de los individuos actuales disminuya hasta alcanzar niveles negativos; en segundo lugar, el bienestar de cada individuo en Z se calcula sumando su felicidad y sufrimiento total, lo que podría resultar en una gran cantidad de sufrimiento, aunque este sea compensado por bienestar positivo. Si consideramos que el sufrimiento tiene un peso negativo significativo, como sugieren algunas perspectivas consecuencialistas negativas, Z podría ser, en conjunto, peor que otras opciones previas.